# Szentkirályszabadja
Szentkirályszabadja [sentkirájsabadja] je obec v Maďarsku v župě Veszprém, spadající pod okres Veszprém. Nachází se asi 5 km jihovýchodně od Veszprému. V roce 2015 zde žilo 1 845 obyvatel. Dle údajů z roku 2011 tvoří 90,5 % obyvatelstva Maďaři, 3,6 % Romové, 1,1 % Němci a 0,2 % Poláci, přičemž 9,5 % obyvatel se ke své národnosti nevyjádřilo.
Nachází se zde letiště Veszprém-Szentkirályszabadja, taktéž nazývané BudaWest, které zde bylo postaveno v roce 1944.

## Sousední obce
| Růžice kompasu | Veszprém            |       | Litér         | Růžice kompasu |
| Růžice kompasu |                     | Sever | Balatonalmádi | Růžice kompasu |
| Růžice kompasu | Szentkirályszabadja |       | Balatonalmádi | Růžice kompasu |
| Růžice kompasu | Jih                 |       | Balatonalmádi | Růžice kompasu |
| Růžice kompasu | Felsőörs            |       |               | Růžice kompasu |